# Entreprise de Fiume
L'Entreprise de Fiume (en italien : Impresa di Fiume) est un épisode de l'entre-deux-guerres, consistant en l'occupation de la ville de Fiume (nom italien de Rijeka en Croatie), disputée entre le royaume d'Italie et le royaume des Serbes, Croates et Slovènes, par des unités rebelles de l'Armée royale italienne.
L'intention était de proclamer l'annexion de la ville à l'Italie et de forcer ainsi la main aux délégués des puissances victorieuses de la Première Guerre mondiale, qui participaient alors à la conférence de paix de Paris. L'expédition est dirigée par le poète Gabriele D'Annunzio et organisée par une coalition politique dirigée par l'Association nationaliste italienne (Associazione Nazionalista Italiana), avec la participation de représentants du mazzinisme, du futurisme et du syndicalisme révolutionnaire. 
L'occupation a commencé le 12 septembre 1919 et a duré 16 mois avec une alternance d'événements, dont la proclamation de la régence italienne du Carnaro. Lorsque les rebelles se sont opposés au traité de Rapallo, Le gouvernement italien a évacué la ville par la force à Noël 1920 pour permettre la création de l'État libre de Fiume (aussi connu sous le nom d'État libre de Rijeka).

## Histoire

### Le contexte après la première guerre mondiale
La ville multiethnique de Fiume était un Corpus separatum et une municipalité autonome des terres de la couronne de Saint-Étienne au sein de l'Empire austro-hongrois. Un recensement de 1910 (dans lequel la langue maternelle - Muttersprache - était requise) a calculé une population de 49 806 habitants : 24 212 ont déclaré l'italien comme langue, 12 926 le croate et d'autres langues, notamment le hongrois, le slovène et l'allemand. Le recensement n'a pas inclus les données de la ville de Susak, un lieu à majorité croate séparé de la ville par la rivière Rječina et appartenant au royaume de Croatie-Slavonie voisin.
À la suite des négociations de paix de 1919 et du traité de Rapallo (1920), l'Italie a obtenu les terres "irrédentes" : Trente, Trieste et l'Istrie. Le président américain Woodrow Wilson s'oppose à l'annexion d'autres terres par l'Italie. Les territoires contestés étaient, en particulier, la région de Dalmatie (dont une partie avait été demandée par l'Italie dans le pacte de Londres) et la ville de Fiume, située dans une région à prédominance croate mais revendiquée par Rome comme étant habitée principalement par des italophones.
En octobre 1918, deux gouvernements ont été formés à Fiume : un Conseil national croate et un Conseil national italien, dont Antonio Grossich a été nommé président. Entre-temps, les délégués italiens à Paris, Vittorio Emanuele Orlando et Sidney Sonnino, ont engagé une controverse avec les Alliés qui a abouti à leur retrait temporaire des négociations entre le 24 avril et le 5 mai.

### Préparatifs et premières émeutes
À Fiume, en avril 1919, l'irrédentiste fiumais Giovanni Host-Venturi et le nationaliste Giovanni Giuriati ont créé une milice de volontaires pro-italiens pour résister en cas d'annexion de la ville par la Yougoslavie.
Entre-temps, Gabriele D'Annunzio s'était rendu à Rome pour organiser une série de rassemblements en faveur de l'italianité de Fiume. Les discours de D'Annunzio impliquent un nombre croissant d'anciens combattants et d'adolescents. Cette campagne a donné naissance au mythe de la Victoire mutilée, un modèle de revanchisme qui exigeait l'annexion de toute la côte orientale de l'Adriatique à l'Italie, bien qu'elle soit largement peuplée de Slaves (au sud de Fiume, la seule ville à majorité italienne était Zadar, qui avait en fait été cédée par le traité de Saint-Germain-en-Laye).
Entre le printemps et l'été 1919, la situation à Fiume devient de plus en plus tendue en raison des tensions entre les activistes irrédentistes (soutenus par l'armée italienne) et les militaires français pro-yougoslaves. Le 29 juin, une échauffourée a éclaté entre des soldats français et des militants pro-italiens, auxquels les soldats italiens ont donné la main. Les affrontements, connus sous le nom de "Vêpres fiumaises", durent jusqu'au 6 juillet et entraînent la mort de neuf Français .

Une commission militaire interalliée est convoquée, qui décide de la dissolution du Conseil national fiumais et exige le retrait des unités impliquées dans les affrontements.
Les soldats les plus politisés sont certains bataillons de Granatieri (Grenadiers de Sardaigne). Les unités quittent Fiume le 25 août, accompagnées de manifestations irrédentistes, et sont cantonnées à Ronchi di Monfalcone. Là, sept officiers déterminés à retourner à Fiume ont envoyé une lettre à D'Annunzio, l'invitant à soutenir la lutte irrédentiste.
Le 30 juin, D'Annunzio avait déjà reçu une demande de soutien de la part d'une délégation de Fiume. Entre-temps, les nationalistes et les soldats à la frontière avaient organisé un réseau de volontaires, prêts pour une action de force.

### L'occupation de la ville
Début septembre, D'Annunzio assure aux conspirateurs qu'il rejoindra Ronchi le 7 septembre 1919 pour diriger le retour des grenadiers à Fiume. De nombreux doutes et une grippe soudaine l'ont contraint à n'honorer son engagement que le 11 septembre.
Avant de partir, D'Annunzio informe l'un des principaux soutiens de la rébellion adriatique : Benito Mussolini, directeur du journal Il Popolo d'Italia et fondateur des Faisceaux italiens de combat (Fasci italiani di combattimento).

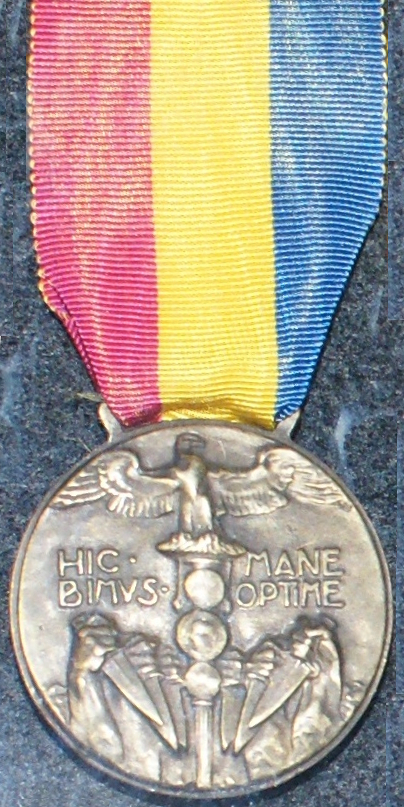
Médaille commémorative de la Marche de Ronchi (1919-1920)

D'Annunzio arrive à Ronchi en compagnie d'un certain nombre d'officiers, dont le lieutenant Guido Keller, le lieutenant Almerigo Ongaro et l'officier alpin Cornelio Andersen, qui réquisitionnent des camions pour transporter les troupes. Le commandant des grenadiers, le major Carlo Reina, accepte de se joindre au poète pour conduire une colonne de rebelles vers Fiume. A l'aube du 12 septembre, la colonne se met en route vers Fiume. Bersaglieri, Cavaliers et Arditi les rejoignent sur la route, rejoints par les volontaires irrédentistes de Host-Venturi.
Après avoir franchi la frontière et ignoré les appels à la discipline du gouverneur militaire Vittorio Emanuele Pittaluga, D'Annunzio entre dans la ville acclamée par la population italienne. Dans l'après-midi, l'écrivain se présente au palais du gouverneur et proclame l'annexion de Fiume à l'Italie.
Ce jour sera plus tard célébré par le poète lui-même comme le jour de la "Sainte Entrée", selon le nom avec lequel on a commémoré pendant des siècles l'entrée des représentants vénitiens à Zadar en 1409.
Les Français et les Britanniques évitent toute interférence, afin de ne pas augmenter le risque de combat. Au cours des semaines suivantes, d'autres unités de la frontière ont rejoint les rebelles, pour atteindre un nombre approximatif de 8 000-9 000 hommes.
Le 10 octobre, le syndicat Film (Fédération italienne des travailleurs de la mer - Federazione italiana lavoratori del mare)) a détourné le paquebot Persia chargé d'armes et de munitions à destination de Fiume. L'action a été menée sur les ordres du secrétaire syndical, Giuseppe Giulietti, un sympathisant du soulèvement.

### Les réactions du gouvernement italien
D'Annunzio met en place un "Cabinet de commandement" à la tête duquel il place Giovanni Giuriati. Le gouvernement Nitti I dirigé par Francesco Saverio Nitti discrédite les actions de D'Annunzio et nomme le commissaire extraordinaire pour la Vénétie-Giulie, le général Pietro Badoglio, pour réprimer la rébellion. Le commissaire a envoyé un avion à Fiume pour publier une proclamation ordonnant aux rebelles de rentrer dans les rangs et déclarant déserteurs ceux qui persistaient à occuper Fiume.
L'ultimatum de Badoglio n'a pas d'effet significatif. Nitti décide de mettre la ville sous embargo, empêchant l'afflux de provisions pour les rebelles, mais approvisionnant la population par le biais de la Croix-Rouge. Malgré cela, d'Annunzio dénonce le blocus comme une honte, accusant Nitti "d'affamer les enfants et les femmes" et appelant tous les alliés en Italie à collecter des fonds pour l'Entreprise. Le 16 septembre, il envoie une lettre polémique à Mussolini, protestant contre le manque de soutien financier :
Cette lettre est parue dans le Il Popolo d'Italia le 20 septembre avec les parties les plus controversées (celles en italique) modifiées. Mussolini a rapidement lancé une souscription publique pour financer Fiume qui a recueilli près de trois millions de lires. Une première tranche d'argent, d'un montant de 857 842 lires, a été remise à D'Annunzio le 7 octobre. Une partie de l'argent, avec l'autorisation publique du poète, a été utilisée pour financer le squadrisme milanais.
Lorsque certains rédacteurs de Il Popolo d'Italia accusent Mussolini d'avoir détourné une partie des fonds de D'Annunzio, le poète défend le leader fasciste par une lettre publique, dans laquelle il affirme que légionnaires et fascistes mènent le même combat : "Je déclare une fois de plus que - ayant envoyé à Milan une compagnie de légionnaires bien choisis pour renforcer votre et notre lutte civique - je vous ai demandé de prendre sur la somme des offrandes généreuses l'argent de Fiume pour ces combattants".
Le 26 octobre, des élections sont organisées à Fiume, où les partisans de l'annexion à l'Italie, menés par Riccardo Gigante, se présentent pour la première fois. La liste annexionniste remporte environ 77 % des voix et Gigante devient maire (sindaco) de la ville le 26 novembre.

### L'expédition de Zadar
Alors que les réunions avec Badoglio se poursuivent, D'Annunzio prend l'initiative de se rendre à Zadar le 14 novembre. En effet, le 14 novembre, il embarque sur le navire Nullo avec Guido Keller, Ernesto Cabruna (en), Giovanni Giuriati, Giovanni Host-Venturi et Luigi Rizzo. À Zadar, il est accueilli par l'amiral Enrico Millo, devenu gouverneur des territoires occupés, qui, devant le Vate, s'engage solennellement à ne pas quitter la Dalmatie avant son annexion officielle à l'Italie.
Après les élections politiques italiennes de 1919, qui se sont tenues le 16 novembre, Francesco Saverio Nitti a été reconduit au gouvernement (gouvernement Nitti II).

### Le plébiscite pour le modus vivendi
Afin de résoudre la crise de manière pacifique, à la mi-octobre, Nitti charge le général Badoglio de négocier directement avec d'Annunzio et ses représentants pour trouver une solution de compromis. Le 23 novembre, le gouvernement italien remet à d'Annunzio une proposition (appelée Modus vivendi). Par ce document, le gouvernement italien s'engage à empêcher l'annexion de la ville à la Yougoslavie. D'Annunzio refuse l'offre et demande l'annexion immédiate, mais pendant la nuit, le texte est affiché sur les murs de la ville par Riccardo Zanella, qui entend le faire connaître aux citoyens de Fiume. L'affiche d'accompagnement indiquait :
Le 15 décembre, le conseil national de la ville de Rijeka a approuvé les propositions du gouvernement italien par 48 voix pour et 6 contre. Les éléments les plus ardents de la population et les légionnaires contestaient les décisions prises par le Conseil, allant même jusqu'à intimider les éléments plus modérés avec la tolérance bienveillante des Vate, au point que le journal nationaliste La Vedetta d'Italia fut fermé pendant quelques jours, si bien qu'on préféra organiser un plébiscite pour décider de la marche à suivre. Le texte de la question était le suivant :
Le scrutin commence le soir même et montre une tendance clairement en faveur de l'acceptation des propositions italiennes, mais au même moment les légionnaires bloquent le scrutin en confisquant les urnes. D'Annunzio en profite pour annuler ces élections au résultat défavorable.
La décision de D'Annunzio semblait inacceptable, même pour ses principaux collaborateurs. Giovanni Giuriati a démissionné de son poste de chef de cabinet. Il a écrit à D'Annunzio :
Lui succède Alceste De Ambris, ancien syndicaliste révolutionnaire et interventionniste, qui arrive à Fiume en janvier 1920.
Badoglio rompt toutes les négociations et démissionne de son poste de commissaire de la Vénétie Julienne. Le général Enrico Caviglia a pris sa place.

### Le Cabinet De Ambris
En ces jours, en partie en raison d'un changement de cap dans une direction révolutionnaire et populaire imprimé par le même De Ambris, a commencé à craindre en Italie les hypothèses de tourner dans une direction républicaine et même la crainte d'une tentative de coup d'État.
Filippo Turati (député du parti socialiste italien) a écrit à l'époque :
À Fiume même, les officiers de l'armée royale sont mal à l'aise face à la nouvelle situation, à tel point que le général Caviglia lui-même pense à exploiter les dissensions internes entre monarchistes et républicains. De plus, certaines des décisions de D'Annunzio ont alimenté les doutes et les controverses. En mars 1920, un vol perpétré par quelques légionnaires contre des commerçants suscite la colère du capitaine des carabiniers Rocco Vadalà, qui demande au Vate de le libérer de son serment afin qu'il puisse quitter la ville. Après une certaine résistance initiale, les carabiniers royaux ont quitté la ville, suivis par quelques officiers d'autres armes.
Dans le même temps, le problème du ravitaillement devient de plus en plus pressant, à tel point qu'environ quatre mille enfants doivent être évacués de Fiume avec le soutien des Faisceaux italiens de combat (Fasci italiani di combattimento) et des organisations de femmes. 
Le 22 avril, les autonomistes de Riccardo Zanella, hostiles aux légionnaires de D'Annunzio, avec le soutien des socialistes, proclament une grève générale.
Le 12 mai, le gouvernement dirigé par Francesco Saverio Nitti tombe. Ayant échoué dans sa tentative de rester à la tête du gouvernement en formant un nouveau cabinet, Nitti perd finalement son poste au bout d'un mois et est remplacé par un nouveau gouvernement dirigé par Giovanni Giolitti, qui entre en fonction le 16 juin.

### La régence italienne du Carnaro

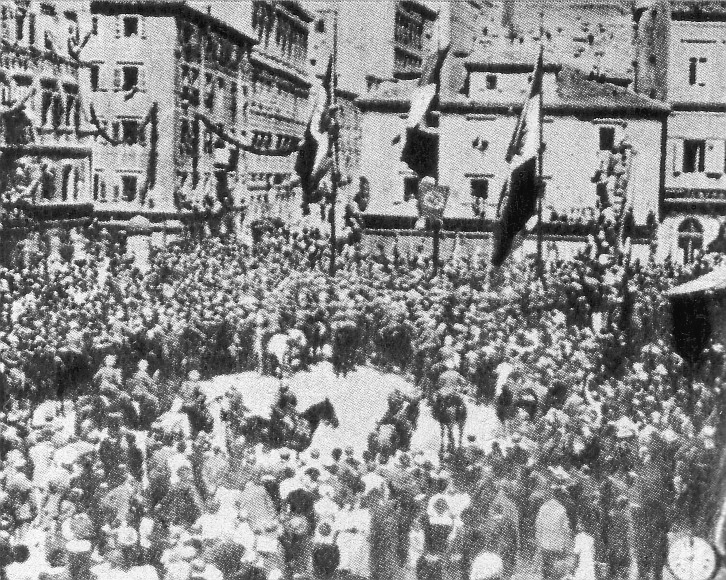
Proclamation de la régence italienne de Carnaro.

L'impasse dans laquelle se trouve la ville de Fiume depuis plusieurs mois et peut-être la renonciation officielle du royaume de Hongrie à tous ses droits sur l'ancienne possession, poussent D'Annunzio à une nouvelle action, la proclamation d'un État indépendant, la Régence italienne de Carnaro, officiellement proclamée le 12 août 1920.
Le 8 septembre, quelques jours après la proclamation de l'indépendance, la Charte du Carnaro est promulguée. La politique de D'Annunzio à Fiume, également due à des hésitations, n'était pas sans équivoque. L'objectif initial était la réunification de Fiume avec l'Italie, mais comme il était impossible d'atteindre cet objectif, il a tenté de créer un État indépendant, la régence italienne du Carnaro, un État fondé sur les valeurs du syndicalisme révolutionnaire. À cette époque, la montée du régime bolchevique en Union soviétique a été ressentie par la petite bourgeoisie et les anciens combattants de manière controversée : d'une part, il y avait une forte crainte des subversifs ; d'autre part, il y avait un sentiment d'intérêt pour quelque chose de nouveau qui était en train de naître.
Le nouvel État voit l'entrée au gouvernement de personnalités telles que Giovanni Host-Venturi, Maffeo Pantaleoni et Icilio Bacci.
Le président du Conseil national, Antonio Grossich, a exprimé sa perplexité face à la proclamation de l'indépendance.

### Planification d'un coup d'État en Italie
À l'automne 1920, Fiume devient le centre d'un plan insurrectionnel visant à renverser le gouvernement Giolitti et à imposer un nouveau régime en Italie. Selon les intentions des putschistes, une expédition devait partir de Carnaro, marcher sur Rome (soit via Trieste, soit avec un débarquement à Ancône) et prendre le pouvoir. La subversion était motivée par des craintes concernant la politique intérieure et extérieure. En septembre, en effet, l'occupation des usines était en cours et la droite craignait que les socialistes ne transforment la protestation en une tentative révolutionnaire, également parce que le gouvernement était trop doux avec les travailleurs, ne réprimant pas l'occupation avec l'énergie nécessaire. En outre, D'Annunzio et ses partisans s'inquiétaient des négociations entre l'Italie et la Yougoslavie concernant la frontière orientale, craignant que le gouvernement ne laisse Fiume et la Dalmatie aux Slaves.
Plusieurs éléments des rangs de D'Annunzio ont pris part à l'intrigue. Tout d'abord, les légionnaires qui occupaient déjà Fiume et les nationalistes, qui ont été parmi les plus actifs à inviter le poète à "oser", au point que des éléments comme Alfredo Rocco, Francesco Coppola et Enrico Corradini lui-même sont allés voir D'Annunzio à plusieurs reprises pour discuter du projet. L'attitude des fascistes est plus prudente : Mussolini ne veut pas risquer son avenir politique sur un projet incertain..
Le plan atteint un stade avancé d'élaboration et en septembre et octobre, les subversifs potentiels tiennent des réunions presque quotidiennes à Rome, à la rédaction de L'Idea Nazionale. Les putschistes sont soutenus par un groupe d'industriels, dont Oscar Sinigaglia, qui veulent financer l'entreprise, mais d'autres secteurs de l'industrie préfèrent rester à l'écart.
Les putschistes espéraient gagner à leur cause certains officiers de l'armée royale, en particulier l'amiral Enrico Millo, gouverneur de Dalmatie, et le général Enrico Caviglia. Sans le soutien de l'armée, le plan est voué à l'échec. Ils s'attendaient également à ce que les corps de sécurité publique, en particulier les carabiniers royaux, ne prennent pas les armes contre eux.
Les rumeurs de coup d'État sont devenues publiques à la fin du mois de septembre et tous les journaux italiens s'y sont intéressés. Giolitti, par une habile manœuvre, réussit à tuer dans l'œuf les intentions de D'Annunzio : d'une part, il fait réunir par ses émissaires les éléments les plus malléables du front du coup d'État, à commencer par Mussolini, qui leur fait perdre leur soutien ; d'autre part, il s'assure la fidélité des hauts gradés de l'armée.
Les putschistes, privés du soutien des militaires, ont donc été contraints de renoncer à leur projet. Le plan insurrectionnel n'est pas réalisé, mais l'idée de prendre le pouvoir par la force demeure parmi les subversifs potentiels, ce qui se concrétisera en 1922 avec la Marche sur Rome.

### Le traité de Rapallo
Quelques semaines plus tard, le 12 novembre 1920, l'Italie et la Yougoslavie signent le traité de Rapallo, dans lequel elles s'engagent à respecter l'indépendance de l'État libre de Fiume. Tous les partis politiques italiens ont salué l'accord. Même Mussolini et De Ambris considèrent le nouveau traité comme positif. Mussolini le défend également dans le Il Popolo d'Italia, en essayant de convaincre sa propre base.
Quelques jours plus tard, le général Caviglia informe D'Annunzio des détails du traité de Rapallo. De Ambris a prévenu l'écrivain que la population et les alliés en Italie étaient prêts à l'accepter.
D'Annunzio a rejeté le traité dès le premier instant. Aux tentatives de médiation, il répond par les armes, envoyant des légionnaires occuper les îles de Rab et de Krk, que le traité attribue à la Yougoslavie. Lorsque le traité de Rapallo est officiellement approuvé par le Parlement, le général Caviglia mobilise des troupes autour de la ville et envoie un ultimatum à d'Annunzio : les rebelles doivent se retirer des îles et accepter le traité. Le poète a refusé toute négociation, même lorsque Caviglia a donné 48 heures supplémentaires pour se rendre aux autorités et évacuer les civils. Les troupes légionnaires se retranchent autour de la ville, créant un réseau de tranchées et de barricades. L'après-midi de la veille de Noël, les troupes régulières ont lancé leur attaque.

### La défaite des rebelles
Les batailles qui ont commencé le 24 décembre ont été baptisées par d'Annunzio "Natale di sangue" (Noël sanglant). Après la trêve de Noël, la bataille reprend le 26 décembre. Face à la résistance des légionnaires, qui se défendent avec des mitrailleuses et des grenades, la marine reçoit l'ordre de bombarder les positions rebelles. Les batteries du cuirassé Andrea Doria ont également bombardé le palais du gouvernement, le siège du commandement de D'Annunzio. Le bombardement s'est poursuivi jusqu'au 29 décembre et a fait des morts et des blessés parmi la population civile.
Le 28 décembre, d'Annunzio convoque le Conseil de régence et décide d'entamer des négociations avec l'armée régulière. Il a présenté sa démission dans une lettre remise à Giovanni Host-Venturi et au maire Riccardo Gigante :
Le 31 décembre 1920, D'Annunzio signe la capitulation qui conduit à la création de l'"État libre de Fiume". La délégation d'officiers chargée de négocier la reddition des "Vate" comprenait également l'audacieux Pietro Micheletti, fidèle du général Caviglia et vétéran de la Première Guerre mondiale. En janvier 1921, les légionnaires commencèrent à quitter la ville sur des wagons fournis par l'armée. D'Annunzio est parti le 18 janvier, s'installant à Venise.
En Italie, la législature se termine prématurément en raison des réactions dans le pays et des élections politiques sont organisées en mai 1921, après quoi le gouvernement Giolitti est contesté par la Chambre des députés et un nouvel exécutif dirigé par Ivanoe Bonomi est formé.

### L'État libre de Rijeka et l'annexion à l'Italie
En 1921, les premières élections parlementaires sont également organisées à Fiume, auxquelles participent les autonomistes et les blocs nationaux pro-italiens. Le Mouvement autonomiste (Movimento Autonomista) a obtenu 6 558 voix et les Blocs nationaux (Parti national fasciste, Parti libéral et Parti démocratique) 3 443 voix. Le leader du mouvement autonomiste, Riccardo Zanella, devient président.
Le 3 mars 1922, un groupe d'anciens légionnaires et de fascistes, dirigé par Francesco Giunta, renverse violemment le gouvernement Zanella. L'Assemblée constituante de l'État libre est contrainte de se réunir en exil à Porto Re (Kraljevica) dans le royaume de Yougoslavie. L'État libre est resté sous le contrôle de l'armée italienne jusqu'à l'annexion complète de Fiume à l'État italien par le gouvernement Mussolini en 1924. Comme dans les autres régions annexées, une politique d'italianisation est mise en place.

### Les conséquences et le débat politique

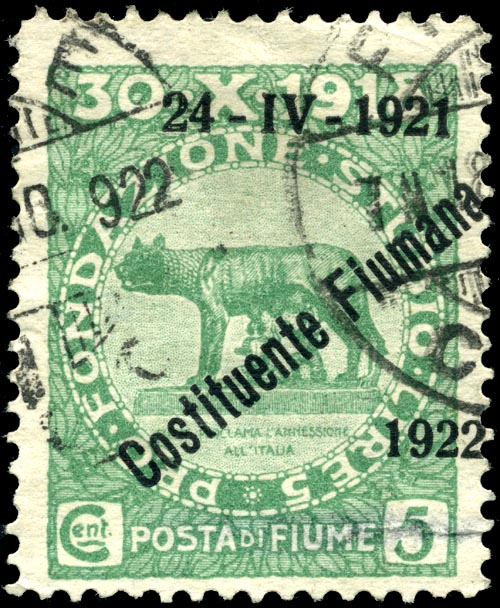
Timbre-poste de 1922 avec l'aval de l'assemblée constituante de Fiume

D'Annunzio a cherché un soutien politique dans différentes factions et a essayé d'élargir le cercle de ses partisans.
Parmi les légionnaires de D'Annunzio, il y avait un noyau d'anciens combattants subversifs qui voyaient dans la révolte fiumaise le début d'une "révolution nationale" qui unirait les valeurs du nationalisme italien et du syndicalisme révolutionnaire, déjà exprimées dans le Sansepolcrismo des premiers Faisceaux italiens de combat (Fasci italiani di combattimento). Bien que minoritaire, la frange "révolutionnaire" des légionnaires - caractérisée par des figures telles que Mario Carli et Guido Keller - aurait profondément influencé la propagande, les mémoires et l'historiographie sur l'Entreprise de Fiume.
Le poids symbolique de la "gauche" légionnaire est accru par la collaboration entre D'Annunzio et Alceste De Ambris, qui en janvier 1920 est appelé aux côtés du poète en tant que "chef du cabinet politique" : leur collaboration aboutit à la rédaction de la Charte du Carnaro et à la mise en place d'un vaste réseau de partisans en Italie.
Le mythe de d'Annunzio était fondé sur son grand charisme, donnant lieu à des légendes sur sa popularité. Certains partisans et sympathisants ont prétendu que Lénine lui-même, s'interrogeant sur l'inactivité du Parti socialiste italien, avait défini d'Annunzio comme l'un des hommes capables de réaliser la révolution en Italie,. L'anecdote, rapportée par certains socialistes dissidents dont Nicola Bombacci, n'a jamais été confirmée, et il n'existe aucune prise de position officielle du gouvernement russe en faveur de d'Annunzio.
L'historien Roberto Vivarelli considère l'entreprise Fiume comme un tournant décisif dans le processus de décomposition et de crise de l'État libéral. L'Entreprise a contribué à rendre publique et exaspérante la réalité d'un État faible, accablé par des intérêts partisans et souvent corrompu. Dans ce contexte, Mussolini soutient la sortie de D'Annunzio et exploite le moment favorable. Mussolini comprend l'intuition de D'Annunzio : l'Entreprise est la grande occasion de rendre à l'Italie l'unité que le pacte de Londres lui a enlevée.
Le fascisme a été influencé à bien des égards par l'expérience fiumaise : outre les rites et les symboles du combat, il a également repris les modes de pratique de la politique, tels que l'imposition de certains slogans et valeurs par la communication de masse, le culte du chef et la répression de l'opposition.
Le prestige de l'expérience fiumaise est resté intact pendant le fascisme. Après 1938, les anciens légionnaires fiumais font partie des catégories qui peuvent être épargnées par les lois raciales fascistes.

### Les relations entre D'Annunzio et Mussolini
La relation entre D'Annunzio et Mussolini était complexe : au début, fascistes et fiumistes collaboraient activement, également grâce aux fonds collectés par Il Popolo d'Italia. Plus tard, D'Annunzio est agacé par l'attitude de Mussolini vis-à-vis du traité de Rapallo,. L'adhésion de Mussolini au traité indigne de nombreux légionnaires et fascistes, qui sont plus attachés au mythe du commandant de Fiume qu'au comité central de Milan.

### La position de Gramsci
Dans un article d'octobre 1919, Antonio Gramsci évalue l'Entreprise de Fiume comme un symptôme du processus de désintégration qui (selon lui) affaiblit sérieusement l'État italien à cette époque ; Gramsci, en effet, interprète la fondation de la république de Fiume comme une initiative sécessionniste vis-à-vis du royaume d'Italie ; Pour Gramsci, le fait qu'un aventurier comme D'Annunzio ait pu défier l'autorité du gouvernement par les armes était un signe significatif de l'incapacité de la bourgeoisie italienne à maintenir intact l'État unitaire ; selon Gramsci, seul le prolétariat aurait pu supplanter la bourgeoisie en tant que classe dirigeante par la révolution et empêcher la désintégration définitive de l'État.
Dans un article ultérieur, en janvier 1921, Gramsci réaffirme son interprétation de l'Entreprise de Fiume comme "preuve éclatante des conditions de faiblesse, de prostration et d'incapacité fonctionnelle de l'État bourgeois italien [...] en complète rupture". ] en complète ruine" ; cependant, il observe que le parti socialiste n'a pas su profiter de cette situation de faiblesse de l'État capitaliste (une situation que Gramsci reconnaît désormais comme temporaire) pour renforcer les positions du prolétariat à des fins révolutionnaires ; Gramsci conclut que la liquidation de la République de Fiume par Giolitti a objectivement renforcé l'État bourgeois et, par conséquent, a politiquement affaibli la classe ouvrière.
Dans un article de la même époque, Gramsci condamne sévèrement le "cynisme" [....]. Dans un article de la même époque, Gramsci condamne sévèrement le "cynisme trivial" du gouvernement Giolitti qui, pendant l'entreprise de Fiume, avait dépeint D'Annunzio et ses légionnaires sous les couleurs les plus sombres dans sa propagande, les désignant à l'exécration publique comme des pillards et des ennemis du pays ; mais - poursuit Gramsci - après la conclusion de l'aventure de Fiume, ce même gouvernement accorde à D'Annunzio un exil doré dans son "palais princier" de Venise, et accorde aux légionnaires une amnistie pleine et entière. D'autre part, observe Gramsci, le même gouvernement Giolitti, en septembre 1920, avait solennellement promis la clémence aux ouvriers qui avaient occupé les usines, alors qu'il persécutait et emprisonnait maintenant beaucoup d'entre eux "coupables seulement d'avoir travaillé pendant l'occupation".
Dans les premiers mois de 1921, alors que l'offensive violente du squadrisme était pleinement déployée, Gramsci vit une occasion de tirer un avantage tactique du désaccord existant à l'époque entre D'Annunzio et Mussolini, et de tenter de parvenir à un accord avec les légionnaires fiumais pour former une coalition armée contre les fascistes ; Cette tentative se concrétise en avril 1921 par un voyage de Gramsci à Gardone Riviera pour rencontrer D'Annunzio ; mais cette rencontre (médiatisée par un légionnaire qui fréquentait la rédaction de "L'Ordine Nuovo") n'a jamais eu lieu. Quelques mois auparavant, Gramsci avait tenté d'analyser les termes de l'opposition entre D'Annunzio et les fascistes : commentant une violente bagarre survenue à Turin entre les deux factions, Gramsci avait observé que, contrairement aux fascistes, les légionnaires avaient tendance à être apolitiques et étaient unis par le seul lien de la dévotion personnelle à D'Annunzio ; une autre différence entre les fascistes et les légionnaires (toujours selon Gramsci) résidait dans l'extraction majoritairement bourgeoise des premiers, tandis que les seconds étaient plutôt un "groupe de personnes déplacées" sans position de classe précise, qui s'illusionnaient en pensant qu'ils résolvaient leurs problèmes de subsistance en suivant D'Annunzio dans ses plans d'insurrection militaire.

### Historiographie
- (it) Paolo Alatri, Nitti, D’Annunzio e la questione adriatica, Feltrinelli, Milan, 1959.
- (it) Paolo Alatri, Scritti politici di Gabriele D’Annunzio, Feltrinelli, Milan, 1980.
- (it) Marina Cattaruzza, L’Italia e il confine orientale, Il Mulino, Bologne, 2007.
- (it) Renzo De Felice, D'Annunzio politico (1918-1928), Laterza, Rome-Bari, 1978.
- (it) Paolo Cavassini, Mimmo Franzinelli, Fiume. Un racconto per immagini dell'impresa di D'Annunzio, LEG, Gorizia, 2019.
- (it) Ferdinando Gerra, L'impresa di Fiume, Longanesi, Milan 1974.
- (it) Giordano Bruno Guerri, Disobbedisco. Cinquecento giorni di rivoluzione. Fiume 1919-1920, Milan, 2019.
- (it) Michael A. Ledeen, D'Annunzio a Fiume, Laterza, Bari 1975.
- Marco Mondini, Fiume 1919. Una guerra civile italiana, Salerne, Rome, 2019.
- (it) George L. Mosse, L'uomo e le masse nelle ideologie nazionaliste, Laterza, Bari 1999.
- (it) Raoul Pupo, Fiume città di passione, Laterza, Rome-Bari, 2019.
- (it) Claudia Salaris, Alla festa della rivoluzione. Artisti e libertari con D'Annunzio a Fiume, Il Mulino, Bologne 2002.
- (it) Enrico Serventi Longhi, Il faro del mondo nuovo, Gaspari, Udine, 2019.
- (it) Federico Carlo Simonelli, D'Annunzio e il mito di Fiume. Riti, simboli, narrazioni, Pacini, Pise, 2021.
- (it) Giovanni Stelli, Storia di Fiume dalle origini ai giorni nostri, Biblioteca dell'Immagine, Pordenone, 2017.
- (it) Lucio Villari, La luna di Fiume, Guanda, Milan, 2019.

### Mémorial
- (it) Giovanni Comisso, Il porto dell'amore, Longanesi, Milan 1924.
- (it) Leone Kochnitzky, La quinta stagione o i centauri di Fiume, Zanichelli, Bologne 1922.

### Fiction
- (it) Alessandro Barbero, Poeta al comando, Mondadori, 2003
- (it) Gabriele Marconi, Le stelle danzanti, Vallecchi, 2009
- (it) Antonella Sbuelz, Greta Vidal, Frassinelli, 2009